# 5ª Armata
Die 5ª Armata (deutsch 5. Armee) war eine Armee des italienischen Heeres im Ersten und Zweiten Weltkrieg.

## Erster Weltkrieg

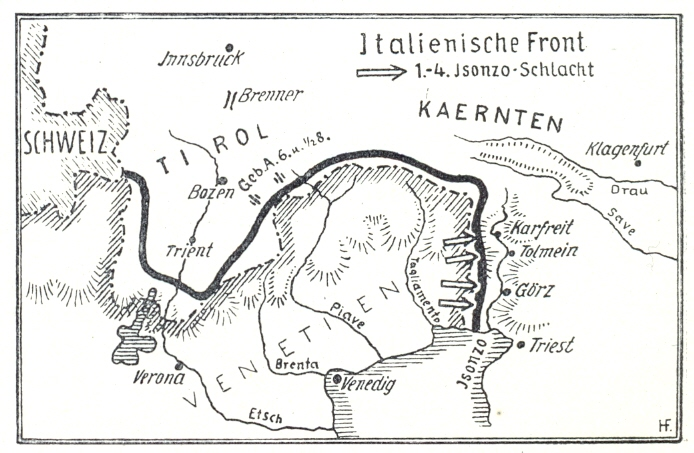
Karte der Italienfront (1915–1917)

Als Österreich-Ungarn am 15. Mai 1916 von Welschtirol aus eine Großoffensive mit der Hauptstoßrichtung über die Sieben Gemeinden in Richtung Venedig begann, führte dies bei der dort stehenden 1. Armee und dann beim gesamten Heer mangels ausreichender Reserven zu einer Krise. Es mussten hastig Verbände von der Isonzo-Front, aber auch aus Albanien und Libyen abgezogen werden. Diese Verbände unterstellte man dem am 22. Mai 1916 in Padua gebildeten Kommando der „Reservearmee“, die am 25. Mai in 5. Armee umbenannt wurde. Sie bestand aus dem VIII., XX., XXII., XXIV. und XXVI. Korps mit insgesamt elf Infanterie- und zwei Kavalleriedivisionen mit einer Gesamtstärke von rund 179.000 Mann. Nach dem Ende der Offensive gab die 5. Armee die ihr zugeteilten Verbände wieder ab und wurde somit am 2. Juli 1916 wieder aufgelöst. Das Armeeoberkommando blieb jedoch in verkleinerter Form bestehen und kümmerte sich um rückwärtige Aufgaben. Aus ihr entstand im April 1917 das OAFN zur Besetzung der Frontiera Nord an der Grenze zwischen Italien und der Schweiz.
Nach dem deutsch-österreichisch-ungarischen Sieg in der zwölften Isonzoschlacht und dem italienischen Rückzug zum Piave wurde die 5. Armee im November 1917 aus Resten der geschlagenen 2. Armee wieder als Reservearmee gebildet. Sie formierte in der Po-Ebene Verbände neu und hatte daher keine operative Bedeutung. Am 1. Juni 1918 entstand aus dem Kommando der 5. das der 9. Armee, die an der Piavefront als operative Reserve fungierte.

## Zweiter Weltkrieg
Das Kommando der 5. Armee wurde 1939 in Tripolis, Libyen, reaktiviert und 1941 dort wieder aufgelöst.
Die Neuordnung der italienischen Streitkräfte in Libyen erfolgte ab 1937. Vier neue Infanteriedivisionen wurden in Italien aufgestellt und permanent in Libyen stationiert, wo sie die dortigen Kolonialtruppen verstärkten. Das im Mai 1937 in Tripolis gebildete XX. Korps erhielt die Infanteriedivisionen 60 Sabratha und 61 Sirte, das im Oktober 1937 in Bengasi aufgestellte XXI. Korps die Infanteriedivisionen 62 Marmarica und 63 Cirene. Weitere vier Divisionen dieser Art sollten im Kriegsfall nach Libyen verlegt werden, was im Herbst 1939 geschah, als die Infanteriedivisionen 17 Pavia, 25 Bologna, 27 Brescia und 55 Savona eintrafen. Statt angeforderter Panzer- und motorisierter Divisionen erhielt man zusätzlich vier minderwertige Divisionen faschistischer Schwarzhemden (1. bis 4.), von denen die Dritte zur 64. Infanteriedivision Catanzaro umgebildet wurde. Hinzu kamen die 1. und die 2. libysche Division.
Wegen der neuen Divisionen wurde es notwendig, zusätzliche Korps zu bilden. Im September 1939 formierte man in Tobruk das XXII. Korps und im Oktober 1939 in Homs das XXIII. Korps. Für den westlichen Teil Libyens (Tripolitanien) entstand am 7. September 1939 in Tripolis das Kommando der 5. Armee, das das XX. und das XXIII. Korps übernahm und 1940 zusätzlich den aus Neapel eingetroffenen Stab des X. Korps erhielt. Für den östlichen Teil Libyens (Kyrenaika) wurde am 15. Oktober 1939 in Bengasi das Kommando der 10. Armee eingerichtet. Die beiden Armeen mit zusammen rund 215.000 Soldaten unterstanden dem im April 1937 vom Generalgouverneur Italo Balbo geschaffenen „Oberkommando der Streitkräfte in Nordafrika“ (Comando Superiore delle Forze Armate dell’Africa Settentrionale).

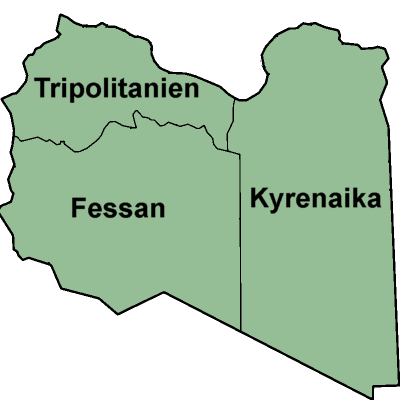
Die drei historischen Provinzen Libyens, mit Tripolitanien im Nordwesten

Im Juni 1940 gliederte sich die 5. Armee folgendermaßen:
- X. Korps

- 25. Infanteriedivision Bologna
- 55. Infanteriedivision Savona
- 60. Infanteriedivision Sabratha

- XX. Korps

- 17. Infanteriedivision Pavia
- 27. Infanteriedivision Brescia
- 61. Infanteriedivision Sirte

- XXIII. Korps

- 1. Schwarzhemden-Division 23 marzo
- 2. Schwarzhemden-Division 28 ottobre

- Armeereserve: 2. libysche Division

Zum Zeitpunkt des italienischen Kriegseintritts am 10. Juni 1940 stand die 5. Armee mit ihren drei Korps an der Grenze der französischen Kolonie Tunesien und an der Küste Tripolitaniens. Nach dem Ende des deutschen Westfeldzugs und der Niederlage Frankreichs entfiel die Notwendigkeit einer Truppenkonzentration an der tunesischen Grenze, weswegen etliche Verbände der 5. an die 10. Armee gingen. Der 5. Armee verblieb im Westen schließlich nur das X. Korps mit den vier Infanteriedivisionen Pavia, Bologna, Brescia und Savona. In dieser Form beschränkte sie sich auf die Verteidigung der Küste und einiger wichtiger Punkte in Tripolitanien. Nachdem die 10. Armee bis Anfang 1941 im Rahmen der Operation Compass von britischen Verbänden zerschlagen worden war, löste man im Februar 1941 die Kommandos beider Armeen auf und unterstellte die verbliebenen Verbände dem Oberkommando der Streitkräfte in Nordafrika unmittelbar. Vom 15. April bis zum 5. September 1941 übernahm das erneut reaktivierte Kommando der 5. Armee nochmals das X. und zeitweise auch das XX. Korps, mit denen es die libysche Küste von Bengasi bis zur tunesischen Grenze schützte.
Das Kommando der 5. Armee wurde am 10. April 1942 in Florenz wiederaufgestellt und erhielt als Teil der Armeegruppe Süd die Zuständigkeit für Mittelitalien und Sardinien. Ab dem 13. November 1942 führte die 5. Armee mit dem VII. Korps im Zuge der Besetzung der bis dato freien Zone Frankreichs durch die Achsenmächte die Landung auf Korsika durch. Nach dem Waffenstillstand von Cassibile und der Entwaffnung der italienischen Streitkräfte (Fall Achse) wurde die 5. Armee am 11. September 1943 in Florenz offiziell aufgelöst.

## Oberbefehlshaber
- Tenente Generale Pietro Frugoni (1916)
- Tenente Generale Settimio Piacentini (1916)
- Generale designato d’Armata Italo Gariboldi (1939–1941)
- Generale d’Armata Mario Caracciolo di Feroleto (1941, 1942–1943)

## Hauptquartier
- Padua (1916)
- Castiglione delle Stiviere (1918)
- Montagnana (1918)
- Tripolis (1939–1941)
- Florenz (1942)
- Viterbo (1943)
- Florenz (1943)